# 27. Kongres Stanów Zjednoczonych
Kongres Stanów Zjednoczonych dwudziestej siódmej kadencji – federalna władza ustawodawcza, składająca się z Izby Reprezentantów i Senatu, zebrał się po raz pierwszy 4 marca 1841, rozpoczynając tym samym kadencję trwającą do 4 marca 1843. Kongres 27. kadencji obradował w czasie, gdy urząd prezydenta Stanów Zjednoczonych sprawował William Henry Harrison oraz przez pierwsze dwa lata rządów jego następcy – Johna Tylera.
Liczba miejsc w Izbie Reprezentantów tej kadencji została wyznaczona na podstawie piątego spisu powszechnego Stanów Zjednoczonych, przeprowadzonego w roku 1830. W obu izbach Kongresu większość stanowili wigowie.

## Sesje Kongresu
4 marca 1841 – 4 marca 1843
- Nadzwyczajna sesja Senatu: 4 marca 1841 – 15 marca 1841
- Pierwsza sesja: 31 maja 1841 – 13 września 1841
- Druga sesja: 6 grudnia 1841 – 31 sierpnia 1842
- Trzecia sesja: 5 grudnia 1842 – 4 marca 1843

## Stosunek delegatów według partii
Poniższe zestawienie przedstawia przynależność partyjną kongresmenów w dniu rozpoczęcia pierwszej sesji Kongresu tej kadencji. Późniejsze zmiany w strukturze partyjnej ukazane są w części „Zmiany przynależności partyjnej”.
| Senat - Demokraci: 22 - Wigowie: 29 (większość) - wakat: 1 RAZEM delegatów: 52 | Izba Reprezentantów - Demokraci: 98 - Wigowie: 142 (większość) - Niezależni demokraci: 1 - Niezależni: 1 RAZEM delegatów: 242 |

## Władze
Senat

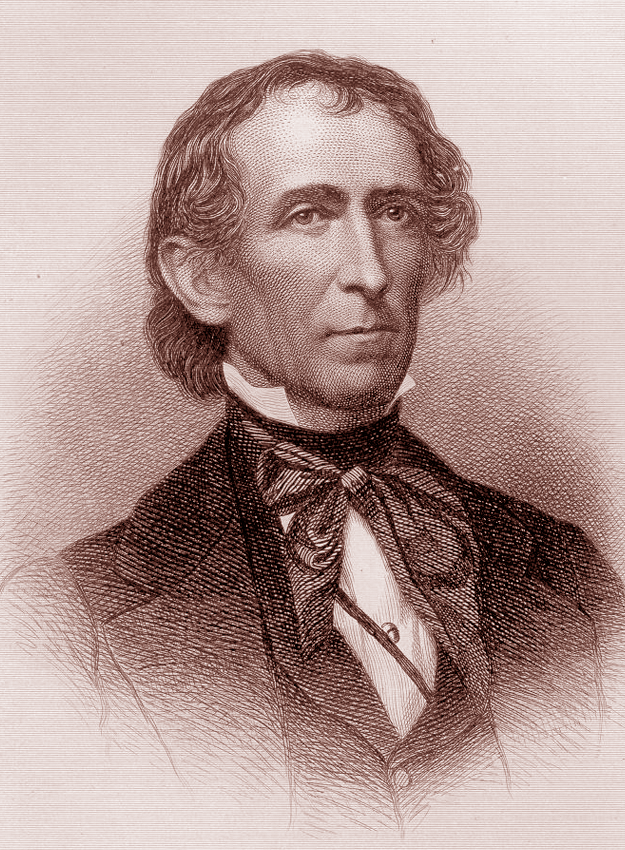
Przewodniczący Senatu
Wiceprezydent
John Tyler

- Wiceprezydent Stanów Zjednoczonych (Przewodniczący Senatu):
  - John Tyler, wig z Wirginii, 4 kwietnia 1841 przejął urząd prezydenta Stanów Zjednoczonych po zmarłym W.H. Harrisonie, odtąd wakat na stanowisku wiceprezydenta.
- Przewodniczący pro tempore Senatu:
  - William R. King, demokrata z Alabamy, wybrany 4 marca 1841
  - Samuel L. Southard, wig z New Jersey, wybrany 11 marca 1841
  - Willie P. Mangum, wig z Karoliny Północnej, wybrany 31 maja 1842

Izba Reprezentantów
- Spiker Izby
  - John D. White, wig z Kentucky, wybrany 31 maja 1841

## Główne wydarzenia kadencji
- 4 marca 1841 – William Henry Harrison zostaje prezydentem Stanów Zjednoczonych
- 4 kwietnia 1841 – prezydent Harrison umiera, John Tyler zostaje prezydentem Stanów Zjednoczonych

## Ważniejsze akty legislacyjne
- 19 kwietnia 1841 – akt o bankructwie
- 30 sierpnia 1842 – ustawa taryfowa